# فهرست قنات‌های شهرستان بستان‌آباد
جدول زیر بر اساس آمار وزارت جهاد کشاورزیتهیه شده‌است. فهرست زیر قنات‌های شهرستان بستان‌آباد در استان آذربایجان شرقی را نشان می‌دهد.
| نام قنات           | موقعیت                            | نزدیک‌ترین روستا    | طول قنات (متر) | تعداد میله چاه | عمق مادر چاه | دبی (لیتر بر ثانیه) | سطح زیر کشت (هکتار) |
| ------------------ | --------------------------------- | ------------------ | -------------- | -------------- | ------------ | ------------------- | ------------------- |
| آب ولی             | بخش مرکزی شهرستان بستان‌آباد       | یوسف‌آباد           | ۱۹۰            | ۰              | ۱۲           | ۱                   | ۲٫۵                 |
| آب کوچک            | بخشی نامعلوم در شهرستان بستان‌آباد | آب کوچک            | ۱۵۰            | ۰              | ۱۰           | ۰٫۵                 | ۲                   |
| ابیاری             | بخش مرکزی شهرستان بستان‌آباد       | سعیدآباد           | ۲۰۰            | ۰              | ۲۰           | ۰                   | ۰                   |
| اختصاصی باغچه      | بخش مرکزی شهرستان بستان‌آباد       | سیسان              | ۱۵۰            | ۰              | ۱۵           | ۱                   | ۲                   |
| اراضی محمود        | بخش مرکزی شهرستان بستان‌آباد       | حاج آقا            | ۲۵۰            | ۰              | ۴            | ۰                   | ۳                   |
| استخر شفیع         | بخش مرکزی شهرستان بستان‌آباد       | سعیدآباد           | ۲۵۰            | ۰              | ۲۸           | ۲                   | ۵                   |
| افتاب رو           | بخش مرکزی شهرستان بستان‌آباد       | باشیراوجان         | ۵۰             | ۰              | ۱۴           | ۱                   | ۱٫۵                 |
| ایاوخ              | بخش تیکمه‌داش شهرستان بستان‌آباد    | قره بلاغ عباس      | ۳۵۰            | ۰              | ۰            | ۳                   | ۵۰                  |
| باش کهریز          | بخشی نامعلوم در شهرستان بستان‌آباد | الوار              | ۸۹۲            | ۵۱             | ۶            | ۶                   | ۱۵۰                 |
| باشبلاغ            | بخش مرکزی شهرستان بستان‌آباد       | سیسان              | ۴۰۰            | ۰              | ۲۵           | ۱                   | ۱                   |
| بالوخلوبلاغی       | بخش مرکزی شهرستان بستان‌آباد       | سعیدآباد           | ۳۰۰            | ۰              | ۰            | ۲                   | ۱۵                  |
| تخته سیه ککن       | بخش مرکزی شهرستان بستان‌آباد       | سعیدآباد           | ۳۰۰            | ۰              | ۶            | ۲                   | ۴                   |
| تسزراد             | بخش مرکزی شهرستان بستان‌آباد       | حاج آقا            | ۳۰۰۰           | ۰              | ۰            | ۲                   | ۳۰                  |
| تمودو              | بخش تیکمه‌داش شهرستان بستان‌آباد    | قره بلاغ عباس      | ۴۰۰            | ۰              | ۰            | ۱                   | ۲                   |
| جلو قراولخانه      | بخش مرکزی شهرستان بستان‌آباد       | سعیدآباد           | ۱۵۰            | ۰              | ۴            | ۱                   | ۳                   |
| جلوشهنه            | بخش مرکزی شهرستان بستان‌آباد       | سعیدآباد           | ۱۲۰            | ۰              | ۲۵           | ۱                   | ۲                   |
| جلوقدمگاه          | بخش مرکزی شهرستان بستان‌آباد       | سعیدآباد           | ۳۰۰            | ۰              | ۱۲           | ۲                   | ۱۵                  |
| حاجی بلاغ          | بخش مرکزی شهرستان بستان‌آباد       | هلان               | ۴۰۰            | ۰              | ۵            | ۲                   | ۵                   |
| حاج‌آباد            | بخش مرکزی شهرستان بستان‌آباد       | استیار             | ۱۲۰۰           | ۰              | ۳۰           | ۳                   | ۳۰                  |
| خشین آلات درسی     | بخش تیکمه‌داش شهرستان بستان‌آباد    | عمودیزج            | ۱۲             | ۰              | ۲            | ۰٫۵                 | ۱٫۵                 |
| خواجه رشیدبالا     | بخش مرکزی شهرستان بستان‌آباد       | سعیدآباد           | ۲۰۰            | ۰              | ۱۲           | ۱                   | ۷                   |
| خواجه رشیدپایین    | بخش مرکزی شهرستان بستان‌آباد       | سعیدآباد           | ۲۰۰            | ۰              | ۱۴           | ۲                   | ۱۰                  |
| خوددرسی            | بخش مرکزی شهرستان بستان‌آباد       | ایرانق             | ۲۵۰            | ۰              | ۱۰           | ۲                   | ۴٫۵                 |
| خودشهنه            | بخش مرکزی شهرستان بستان‌آباد       | سعیدآباد           | ۱۴۰            | ۰              | ۲۴           | ۰٫۵                 | ۱٫۵                 |
| خیرآباد            | بخش مرکزی شهرستان بستان‌آباد       | باشیراوجان         | ۱۳۰            | ۰              | ۳٫۵          | ۰٫۵                 | ۱٫۵                 |
| دآغ چشمه           | بخش مرکزی شهرستان بستان‌آباد       | استیار             | ۸۰۰۰           | ۰              | ۲۰           | ۴                   | ۳۰                  |
| دبگلوی بالا        | بخش تیکمه‌داش شهرستان بستان‌آباد    | جزغوران سفلی       | ۶۰             | ۰              | ۰            | ۰٫۵                 | ۱                   |
| دربندقنات          | بخش مرکزی شهرستان بستان‌آباد       | اسکندر             | ۶۰۰            | ۰              | ۶            | ۴                   | ۲۵                  |
| دره زیارت          | بخش تیکمه‌داش شهرستان بستان‌آباد    | احمدآباد           | ۱۱۰            | ۰              | ۴            | ۲                   | ۴                   |
| دهناب              | بخشی نامعلوم در شهرستان بستان‌آباد | دهناب              | ۳۰۰            | ۸              | ۱۰           | ۸                   | ۵۰                  |
| دوز                | بخشی نامعلوم در شهرستان بستان‌آباد | الوار              | ۲۰۰            | ۱۰             | ۳            | ۶                   | ۶۰                  |
| رودخانه باشیراوجان | بخش مرکزی شهرستان بستان‌آباد       | باشیراوجان         | ۱۰۰            | ۰              | ۰            | ۴                   | ۵                   |
| زلیعلودرسی         | بخش مرکزی شهرستان بستان‌آباد       | ساران              | ۱۰۰۰           | ۰              | ۱۰           | ۲                   | ۱۰                  |
| زمینه بلاغی        | بخش تیکمه‌داش شهرستان بستان‌آباد    | قبله مسجد          | ۳۰             | ۰              | ۴            | ۰٫۵                 | ۲                   |
| زهکش چایلاق        | بخش مرکزی شهرستان بستان‌آباد       | سیسان              | ۳۰۰            | ۰              | ۰            | ۱                   | ۲                   |
| ساری بلغ           | بخش مرکزی شهرستان بستان‌آباد       | اکین‌آباد           | ۱۰۰۰           | ۰              | ۱۲           | ۱                   | ۳                   |
| سردره              | بخش تیکمه‌داش شهرستان بستان‌آباد    | تیکمه داش          | ۲۰۰            | ۰              | ۱۶           | ۱                   | ۲                   |
| سمی چی گوزه        | بخشی نامعلوم در شهرستان بستان‌آباد | آب کوچک            | ۱۰۰            | ۰              | ۵            | ۲                   | ۵                   |
| سوباشی بالا        | بخش مرکزی شهرستان بستان‌آباد       | باشیراوجان         | ۲۰۰            | ۰              | ۱۱           | ۳                   | ۱۲                  |
| سیدرچمن            | بخش تیکمه‌داش شهرستان بستان‌آباد    | تیکمه داش          | ۵۰۰            | ۰              | ۱۰           | ۱                   | ۲                   |
| سیل باسار          | بخش مرکزی شهرستان بستان‌آباد       | بنه کهل            | ۲              | ۰              | ۳            | ۰٫۵                 | ۲                   |
| شوردرق             | بخش مرکزی شهرستان بستان‌آباد       | شبلی               | ۲۰             | ۰              | ۰            | ۰٫۵                 | ۲                   |
| شورچمن             | بخش مرکزی شهرستان بستان‌آباد       | بستان‌آباد علیا     | ۳۰۰            | ۰              | ۰            | ۳                   | ۵۰                  |
| شپه دیمی           | بخش مرکزی شهرستان بستان‌آباد       | ابوالحق            | ۱۰۰            | ۰              | ۱۵           | ۲                   | ۱                   |
| شیرادم کش          | بخش تیکمه‌داش شهرستان بستان‌آباد    | شیرواندره          | ۴۶             | ۰              | ۲            | ۱                   | ۴                   |
| صبرلو              | بخش مرکزی شهرستان بستان‌آباد       | حاج آقا            | ۰              | ۰              | ۰            | ۳                   | ۱۵۰                 |
| صفی خان            | بخش مرکزی شهرستان بستان‌آباد       | حاج آقا            | ۴۰۰            | ۰              | ۰            | ۳                   | ۶۰                  |
| صندق یری           | بخش مرکزی شهرستان بستان‌آباد       | سعیدآباد           | ۷۰             | ۰              | ۱۲           | ۱                   | ۳                   |
| طومان بلاغی        | بخش تیکمه‌داش شهرستان بستان‌آباد    | تیکمه داش          | ۲۵۰            | ۰              | ۲۵           | ۲                   | ۱۰                  |
| عابدین دره         | بخش مرکزی شهرستان بستان‌آباد       | حاج آقا            | ۱۰۰            | ۰              | ۰            | ۲                   | ۲۵                  |
| علی بلاغی          | بخش تیکمه‌داش شهرستان بستان‌آباد    | اغچه کهل           | ۵۰             | ۰              | ۰            | ۰٫۵                 | ۱                   |
| قارقانیل           | بخش تیکمه‌داش شهرستان بستان‌آباد    | تیکمه داش          | ۱۲۰            | ۰              | ۵            | ۰٫۵                 | ۲                   |
| قانقالو            | بخش مرکزی شهرستان بستان‌آباد       | خیرآباد            | ۴۰۰            | ۰              | ۳            | ۱                   | ۲                   |
| قره بلاغ           | بخش مرکزی شهرستان بستان‌آباد       | سعیدآباد           | ۲۰۰            | ۰              | ۱۵           | ۴                   | ۱۰۰                 |
| قره تقسیم گوره     | بخش مرکزی شهرستان بستان‌آباد       | قره کوشن           | ۴۰             | ۰              | ۱۲           | ۱                   | ۴                   |
| قره چی بلاغ        | بخش مرکزی شهرستان بستان‌آباد       | حاج آقا            | ۵۰۰            | ۰              | ۰            | ۲                   | ۴۰                  |
| قره گول            | بخش مرکزی شهرستان بستان‌آباد       | سعیدآباد           | ۱۵۰            | ۰              | ۱۵           | ۳                   | ۳۵                  |
| قزل احمد           | بخش تیکمه‌داش شهرستان بستان‌آباد    | قره بلاغ تیکمه داش | ۳۰             | ۰              | ۷            | ۰٫۵                 | ۱٫۵                 |
| قزه بقوش           | بخش مرکزی شهرستان بستان‌آباد       | کلر                | ۱۰۰            | ۰              | ۱۰           | ۳                   | ۵                   |
| قلعه داش           | بخش تیکمه‌داش شهرستان بستان‌آباد    | قره چمن            | ۷۰             | ۰              | ۶            | ۰٫۵                 | ۱                   |
| قم تپه             | بخش مرکزی شهرستان بستان‌آباد       | سیسان              | ۱۲۰            | ۰              | ۶            | ۱                   | ۲                   |
| قمشلو              | بخش مرکزی شهرستان بستان‌آباد       | هلان               | ۴۰۰            | ۰              | ۰            | ۲                   | ۵                   |
| قندرقالوق          | بخش مرکزی شهرستان بستان‌آباد       | سعیدآباد           | ۹۰             | ۰              | ۰            | ۲                   | ۸                   |
| قندرقالوق          | بخش مرکزی شهرستان بستان‌آباد       | سعیدآباد           | ۱۰۰            | ۰              | ۱۲           | ۴                   | ۵۰                  |
| قوزی بهرام         | بخش مرکزی شهرستان بستان‌آباد       | کلک درق            | ۵۰۰            | ۰              | ۱۵           | ۴                   | ۱۵۰                 |
| قولرچمن            | بخش تیکمه‌داش شهرستان بستان‌آباد    | قره بلاغ تیکمه داش | ۳۰             | ۰              | ۴            | ۰٫۵                 | ۱٫۵                 |
| لله کهل            | بخش مرکزی شهرستان بستان‌آباد       | ساران              | ۳۰۰۰           | ۰              | ۸            | ۲٫۵                 | ۲۰                  |
| لواندرق            | بخش مرکزی شهرستان بستان‌آباد       | روستا نامعلوم      | ۰              | ۰              | ۰            | ۱                   | ۳                   |
| لواندرق            | بخش مرکزی شهرستان بستان‌آباد       | سعیدآباد           | ۲۰۰            | ۰              | ۱۵           | ۳                   | ۸۰                  |
| مردالی             | بخش تیکمه‌داش شهرستان بستان‌آباد    | قزل احمد           | ۴۰             | ۰              | ۲            | ۱                   | ۲                   |
| مرغالی             | بخش تیکمه‌داش شهرستان بستان‌آباد    | تیکمه داش          | ۷۰             | ۰              | ۰            | ۰٫۵                 | ۲                   |
| منزل آقا           | بخش تیکمه‌داش شهرستان بستان‌آباد    | قره بلاغ           | ۱۳۱            | ۰              | ۰            | ۴                   | ۰                   |
| موسون بلاغی        | بخش تیکمه‌داش شهرستان بستان‌آباد    | قره بلیااوجان      | ۲۵             | ۰              | ۸            | ۰٫۵                 | ۲                   |
| نصیردرسی           | بخش مرکزی شهرستان بستان‌آباد       | سعیدآباد           | ۲۰۰            | ۰              | ۰            | ۰٫۵                 | ۳                   |
| هربناب             | بخش مرکزی شهرستان بستان‌آباد       | سعیدآباد           | ۵۰             | ۰              | ۱۰           | ۱                   | ۶                   |
| هربناب             | بخش مرکزی شهرستان بستان‌آباد       | سعیدآباد           | ۱۱۸            | ۰              | ۸            | ۳                   | ۴۵                  |
| هربناب             | بخش مرکزی شهرستان بستان‌آباد       | سعیدآباد           | ۲۰۰            | ۰              | ۰            | ۰                   | ۰                   |
| هوری               | بخش مرکزی شهرستان بستان‌آباد       | باشیراوجان         | ۲۰۰            | ۰              | ۱۴           | ۱                   | ۲                   |
| ورق قریه           | بخش مرکزی شهرستان بستان‌آباد       | سعیدآباد           | ۱۵۰            | ۰              | ۱۲           | ۴                   | ۴۵                  |
| پنلک درسی          | بخش مرکزی شهرستان بستان‌آباد       | میاروان            | ۸۰             | ۰              | ۲۰           | ۲٫۵                 | ۲۰                  |
| چشمه ده            | بخش مرکزی شهرستان بستان‌آباد       | کلک درق            | ۳۰۰            | ۰              | ۱۲           | ۳                   | ۸۲                  |
| چیچیکلو            | بخش مرکزی شهرستان بستان‌آباد       | باشیراوجان         | ۳۰۰            | ۰              | ۲۰           | ۳                   | ۱۲                  |
| کاظم یاری          | بخش تیکمه‌داش شهرستان بستان‌آباد    | زگلوجه عباسی       | ۱۰۰            | ۰              | ۳            | ۱                   | ۵                   |
| کاظم یاری          | بخش تیکمه‌داش شهرستان بستان‌آباد    | زگلوجه عباسی       | ۱۳۰            | ۰              | ۰            | ۱                   | ۵                   |
| کت بلاغی           | بخش مرکزی شهرستان بستان‌آباد       | استیار             | ۷۰۰            | ۰              | ۳۰           | ۴                   | ۳۰                  |
| کن کن              | بخش تیکمه‌داش شهرستان بستان‌آباد    | عرگو               | ۱۵             | ۰              | ۲            | ۱                   | ۱                   |
| کندبلاغی           | بخش مرکزی شهرستان بستان‌آباد       | هلان               | ۳۵۰            | ۰              | ۰            | ۲                   | ۶                   |
| کندرچی             | بخش مرکزی شهرستان بستان‌آباد       | حاج آقا            | ۱۵۰۰           | ۰              | ۲۰           | ۲                   | ۴                   |
| کنکرچیجکلوکوزه     | بخش تیکمه‌داش شهرستان بستان‌آباد    | کورملا             | ۲۷             | ۰              | ۴            | ۰٫۵                 | ۱٫۵                 |
| کهریز              | بخش مرکزی شهرستان بستان‌آباد       | استیار             | ۱۵۰۰           | ۰              | ۱۲           | ۴                   | ۴۰                  |
| کوربلاغ            | بخش مرکزی شهرستان بستان‌آباد       | ساران              | ۱۰۰۰           | ۰              | ۱۰           | ۲                   | ۸                   |
| کوکش قره زمین      | بخش مرکزی شهرستان بستان‌آباد       | سعیدآباد           | ۷۵             | ۰              | ۲۵           | ۱                   | ۳                   |
| گرم ورق            | بخش مرکزی شهرستان بستان‌آباد       | سعیدآباد           | ۳۰۰            | ۰              | ۱۵           | ۴                   | ۱۰۰                 |
| گرمدره             | بخش مرکزی شهرستان بستان‌آباد       | ایرانق             | ۴۰             | ۰              | ۲            | ۳                   | ۵۰                  |
| گوزه علی           | بخش تیکمه‌داش شهرستان بستان‌آباد    | المالو             | ۵۰             | ۰              | ۱۰           | ۱                   | ۴                   |
| گوزه لر            | بخش تیکمه‌داش شهرستان بستان‌آباد    | اغچه کهل زمان      | ۷۵             | ۰              | ۵            | ۰٫۵                 | ۱٫۵                 |
| گوزه لر            | بخش تیکمه‌داش شهرستان بستان‌آباد    | اغچه کهل           | ۱۶             | ۰              | ۰            | ۰                   | ۱٫۵                 |
| گوزه لر            | بخش تیکمه‌داش شهرستان بستان‌آباد    | قزل احمد           | ۵۰             | ۰              | ۰            | ۱                   | ۱٫۵                 |
| یانیخ باش          | بخش تیکمه‌داش شهرستان بستان‌آباد    | قزل احمد           | ۴۵             | ۰              | ۰            | ۲                   | ۴                   |
| یرک                | بخش مرکزی شهرستان بستان‌آباد       | حاج آقا            | ۱۰۰۰           | ۰              | ۰            | ۲                   | ۵۰                  |
| یقوش               | بخش مرکزی شهرستان بستان‌آباد       | کلر                | ۱۵۰            | ۰              | ۱۰           | ۲                   | ۵                   |
| یورت یری           | بخش تیکمه‌داش شهرستان بستان‌آباد    | جرغوران سفلی       | ۱۵             | ۰              | ۰            | ۰٫۵                 | ۱                   |
| یونجه زارایل       | بخش مرکزی شهرستان بستان‌آباد       | کلک درق            | ۴۰۰            | ۰              | ۱۰           | ۳                   | ۱۰۰                 |